# U-77 (tàu ngầm Đức) (1940)
U-77 là một tàu ngầm tấn công  Lớp Type VII thuộc phân lớp Type VIIC được Hải quân Đức Quốc Xã chế tạo trong Chiến tranh Thế giới thứ hai. Nhập biên chế năm 1941, nó đã thực hiện được tổng cộng mười một chuyến tuần tra, đánh chìm hoặc gây tổn thất toàn bộ cho mười sáu tàu buôn với tổng tải trọng 42.808 GRT và một tàu chiến tải trọng 1.050 tấn, đồng thời gây hư hại cho hai tàu buôn và hai tàu chiến khác. Trong chuyến tuần tra cuối cùng trong Địa Trung Hải, U-73 bị hư hại nặng do trúng mìn sâu từ hai máy bay Lockheed Hudson của Anh, nên đã tự đánh đắm ngoài khơi Cartagena, Tây Ban Nha vào ngày 29 tháng 3, 1943.

## Thiết kế và chế tạo

### Thiết kế

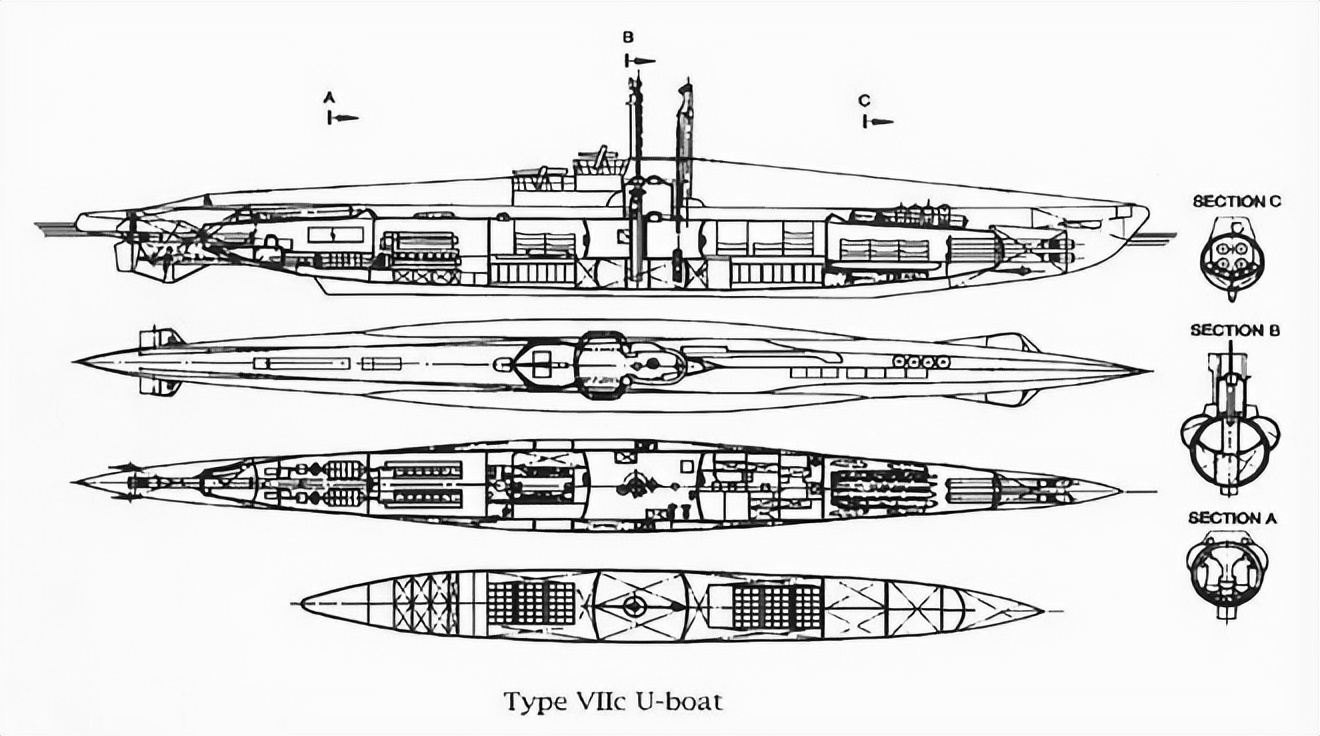
Sơ đồ các mặt cắt một tàu ngầm Type VIIC

Phân lớp VIIC của Tàu ngầm Type VII là một phiên bản VIIB được kéo dài thêm. Chúng có trọng lượng choán nước 769 t (757 tấn Anh) khi nổi và 871 t (857 tấn Anh) khi lặn). Con tàu có chiều dài chung 67,10 m (220 ft 2 in), lớp vỏ trong chịu áp lực dài 50,50 m (165 ft 8 in), mạn tàu rộng 6,20 m (20 ft 4 in), chiều cao 9,60 m (31 ft 6 in) và mớn nước 4,74 m (15 ft 7 in).
Chúng trang bị hai động cơ diesel Germaniawerft F46 siêu tăng áp 6-xy lanh 4 thì, tổng công suất 2.800–3.200 PS (2.100–2.400 kW; 2.800–3.200 bhp), dẫn động hai trục chân vịt đường kính 1,23 m (4,0 ft), cho phép đạt tốc độ tối đa 17,7 kn (32,8 km/h), và tầm hoạt động tối đa 8.500 nmi (15.700 km) khi đi tốc độ đường trường 10 kn (19 km/h). Khi đi ngầm dưới nước, chúng sử dụng hai động cơ/máy phát điện AEG GU 460/8–27  tổng công suất 750 PS (550 kW; 740 shp). Tốc độ tối đa khi lặn là 7,6 kn (14,1 km/h), và tầm hoạt động 80 nmi (150 km) ở tốc độ 4 kn (7,4 km/h). Con tàu có khả năng lặn sâu đến 230 m (750 ft).
Vũ khí trang bị có năm ống phóng ngư lôi 53,3 cm (21 in), bao gồm bốn ống trước mũi và một ống phía đuôi, và mang theo tổng cộng 14 quả ngư lôi, hoặc tối đa 22 quả thủy lôi TMA, hoặc 33 quả TMB. Tàu ngầm Type VIIC bố trí một hải pháo 8,8 cm SK C/35 cùng một pháo phòng không 2 cm (0,79 in) trên boong tàu. Thủy thủ đoàn bao gồm 4 sĩ quan và 40-56 thủy thủ.

### Chế tạo
U-77 được đặt hàng vào ngày 25 tháng 1, 1939, và được đặt lườn tại xưởng tàu của hãng Bremer Vulkan-Vegesacker Werft tại Bremen-Vegesack vào ngày 28 tháng 3, 1940. Nó được hạ thủy vào ngày 23 tháng 11, 1940, và nhập biên chế cùng Hải quân Đức Quốc Xã vào ngày 28 tháng 1, 1941 dưới quyền chỉ huy của Hạm trưởng, Trung úy Hải quân Heinrich Schonder.

## Lịch sử hoạt động

### 1941

#### Chuyến tuần tra thứ nhất
U-77 khởi hành từ Kiel vào ngày 29 tháng 5, 1941 cho chuyến tuần tra đầu tiên trong chiến tranh. Chiếc tàu ngầm băng qua khe GIUK giữa quần đảo Faroe và Iceland để vòng qua quần đảo Anh và đi đến khu vực tuần tra về phía Đông Newfoundland, Canada. Nó đã đánh chìm tàu buôn Anh Tresillian 4.743 GRT bằng hải pháo và ngư lôi về phía Đông Nam mũi Race, Newfoundland vào ngày 13 tháng 6, và sau đó là tàu buôn Anh Arakaka 2.379 GRT ở vị trí 450 nmi (830 km) về phía Đông St. Johns vào ngày 22 tháng 6. Ba ngày sau đó, nó lại đánh chìm tàu buôn Hy Lạp Anna Bulgaris 4.603 GRT ở phía Nam mũi Farewell, Greenland. Chiếc tàu ngầm kết thúc chuyến tuần tra và đi đến cảng St. Nazaire bên bờ biển Đại Tây Dương của Pháp đã bị Đức chiếm đóng, đến nơi vào ngày 7 tháng 7.

#### Chuyến tuần tra thứ hai và thứ ba
Trong chuyến tuần tra thứ hai kéo dài từ ngày 2 tháng 8 đến 10 tháng 9, xuất phát từ St. Nazaire, U-77 đi đến khu vực tuần tra về phía Tây Scotland và Ireland (Khu vực Tiếp cận phía Tây). Sau đó trong chuyến tuần tra thứ ba từ ngày 11 tháng 10 đến ngày 13 tháng 11, nó mở rộng khu vực hoạt động trong Bắc Đại Tây Dương xa hơn về phía Tây. Tuy nhiên trong cả hai lượt hoạt động nó không đánh chìm được mục tiêu nào, và kết thúc chuyến thứ ba tại cảng Lorient cùng tại bờ biển Đại Tây Dương của Pháp. 

#### Chuyến tuần tra thứ tư
Rời cảng Lorient vào ngày 10 tháng 12, U-77 băng qua eo biển Gibraltar được Hải quân Hoàng gia Anh canh phòng chặt chẽ để tiến vào Địa Trung Hải và đi đến cảng Messina ở phía Bắc đảo Sicilia vào ngày 19 tháng 12. Trên đường đi nó đã đánh chìm tàu buôn Anh SS Empire Barracuda 4.972 GRT ở vị trí cách mũi Trafalgar 34 nmi (63 km) vào ngày 15 tháng 12. Sau đó chiếc tàu ngầm rời Messina vào ngày 21 tháng 12 cho chuyến tuần tra phía Đông Địa Trung Hải dọc bờ biển Libya và Ai Cập. Lúc 01 giờ 57 phút ngày 12 tháng 1, 1942, U-77 phát hiện hai tàu khu trục đối phương ngoài khơi Tobruk, Libya, nên đã phóng một loạt bốn quả ngư lôi tấn công. Một quả đã đánh trúng đuôi HMS Kimberley khiến phần sau chiếc tàu khu trục nổ tung và nó chết đứng giữa biển; tuy nhiên Kimberley né được một quả ngư lôi phóng bồi thêm, và sau đó được kéo về Alexandria, Ai Cập để sửa chữa. U-77 sau đó đi đến đảo Salamis, Hy Lạp vào ngày 14 tháng 1.

### 1942

#### Chuyến tuần tra thứ năm
Xuất phát từ cảng Salamis vào ngày 28 tháng 3, 1942, U-77 thực hiện chuyến tuần tra thứ năm để tiếp tục hoạt động ngoài khơi Libya và Ai Cập. Vào ngày 1 tháng 4, nó bị một máy bay ném bom ngư lôi Fairey Swordfish thuộc Liên đội 815 Không lực Hải quân Hoàng gia Anh tấn công về phía Đông Bắc Sidi Barrani, Ai Cập. U-77 chịu hư hại đến mức không thể lặn, nên phải kết thúc chuyến tuần tra và quay trở về Salamis vào ngày 3 tháng 4.

#### Chuyến tuần tra thứ sáu
Sau khi chuyển từ Salamis đến cảng La Spezia ở phía Bắc Ý trong tháng 4, U-77 xuất phát từ cảng này vào ngày 6 tháng 6 cho chuyến tuần tra thứ sáu bao gồm hai giai đoạn. Vào ngày 12 tháng 6, nó tấn công tàu khu trục HMS Grove thuộc Đoàn tàu MW 11, là đoàn tàu tham gia Chiến dịch Vigorous để tiếp liệu cho Malta]. Grove trúng hai quả ngư lôi và đắm ngoài khơi Sollum, Ai Cập, tại tọa độ 32°05′B 25°30′Đ / 32,083°B 25,5°Đ. Sau đó chiếc tàu ngầm ghé đến cảng Salamis từ ngày 17 đến ngày 23 tháng 6 để được tiếp liệu trước khi tiếp tục chuyến tuần tra.
Vào ngày 24 tháng 6, ở vị trí về phía Bắc Tobruk, tại tọa độ 34°20′B 24°09′Đ / 34,333°B 24,15°Đ, tàu ngầm Anh HMS Ultimatum phóng một loạt bốn quả ngư lôi tấn công U-77 từ khoảng cách 7.000 yd (6.400 m). Ultimatum tự nhận đã đánh trúng đích một quả ngư lôi, nhưng U-77 báo cáo chỉ nghe thấy hai vụ nổ gần tàu, có thể do các quả ngư lôi bị kích nổ sớm. Chiếc U-boat sau đó tiếp tục bị tàu ngầm Anh HMS Thrasher tấn công ngoài khơi lãnh thổ ủy trị Palestine vào ngày 4 tháng 7, tại tọa độ 32°48′B 33°36′Đ / 32,8°B 33,6°Đ, nhưng cả ba quả ngư lôi phóng ra đều bị trượt. Thrasher sau đó trồi lên mặt nước để tiếp tục tấn công bằng hải pháo, nhưng U-77 đã lặn xuống né tránh và chạy thoát. Nó kết thúc chuyến tuần tra tại Salamis vào ngày 9 tháng 7.

#### Chuyến tuần tra thứ bảy và thứ tám
Trong chuyến tuần tra thứ bảy kéo dài từ ngày 16 tháng 7 đến ngày 21 tháng 8, xuất phát từ Salamis, U-77 đã đánh chìm bảy tàu Hy Lạp, Syria, Ai Cập và Palestine với tổng tải trọng 714 GRT và gây hư hại cho một chiếc khác tải trọng 155 GRT.
Vào cuối tháng 8, chiếc tàu ngầm di chuyển đến cảng Pola, Croatia ở tận cùng biển Adriatic. Nó xuất phát từ đây vào ngày 12 tháng 10 cho chuyến tuần tra tiếp theo, đánh chìm thuyền buồm Syria Mahrou 18 GRT trước khi quay trở về La Spezia vào ngày 1 tháng 11.

#### Chuyến tuần tra thứ chín
U-77 khởi hành từ La Spezia vào ngày 3 tháng 11 cho chuyến tuần tra thứ chín, để hoạt động tại khu vực Tây Địa Trung Hải dọc bờ biển Algeria. Vào ngày 6 tháng 11, nó bị hai máy bay đối phương tấn công nhưng chỉ hư hại nhẹ, rồi đến ngày 10 tháng 11, nó đã phóng bốn quả ngư lôi tấn công tàu sân bay HMS Furious nhưng không trúng đích. Sang ngày 12 tháng 11, chiếc tàu ngầm phóng bốn quả ngư lôi tấn công, và một quả trúng đích gây hư hại cho tàu sà lúp HMS Stork (1.190 tấn); nhưng sang ngày hôm sau U-77 đã bị các tàu corvette HMS Lotus và HMS Poppy phản công bằng mìn sâu ở vị trí về phía Đông Bắc Algiers và bị hư hại nhẹ. U-77 kết thúc chuyến tuần tra và quay trở về La Spezia vào ngày 5 tháng 12.

### 1943

#### Chuyến tuần tra thứ mười
Trong chuyến tuần tra tiếp theo kéo dài từ ngày 26 tháng 1 đến ngày 10 tháng 2, xuất phát từ La Spezia, U-77 tiếp tục hoạt động tại vùng biển ngoài khơi Algeria. Nó đã đánh chìm các tàu buôn Anh Empire Banner 6.699 GRT và Empire Webster 7.043 GRT thuộc Đoàn tàu KMS 8 cùng vào ngày 7 tháng 2.

#### Chuyến tuần tra thứ mười một - Bị mất
U-77 khởi hành từ La Spezia vào ngày 3 tháng 3 cho chuyến tuần tra cuối cùng trong chiến tranh trong Địa Trung Hải, hoạt động dọc theo tuyến hàng hải tại Bắc Phi. Nó đã tấn công Đoàn tàu ET-17 về phía Tây Bắc Oran vào ngày 16 tháng 3, khiến chiếc tàu buôn Anh Hadleigh (5.222 tấn) bị tổn thất toàn bộ, đồng thời gây hư hại cho chiếc tàu buôn Anh Merchant Prince (5.229 tấn). Sang ngày 26 tháng 3, nó lại tiếp tục tấn công Đoàn tàu MKS-10 về phía Tây Oran và gây tổn thất toàn bộ cho chiếc tàu buôn Anh City of Perth (6.415 tấn).
Đến ngày 28 tháng 3, chiếc tàu ngầm bị hai máy bay tuần tra Lockheed Hudson thuộc các liên đội 48 và 233 đặt căn cứ tại Gibraltar tấn công bằng mìn sâu, và bị hư hại nặng. Đến 01 giờ 15 phút ngày hôm sau 29 tháng 3, Trung úy Hartmann hạm trưởng U-77 ra lệnh cho thủy thủ đoàn bỏ tàu, rồi đánh đắm nó ở vị trí về phía Đông Cartagena, Tây Ban Nha, tại tọa độ 37°42′B 00°10′Đ / 37,7°B 0,167°Đ. Chỉ có chín người trong tổng số 47 thành viên thủy thủ đoàn sống sót, và được các tàu đánh cá Tây Ban Nha cứu vớt.

### "Bầy sói" tham gia
U-77 từng tham gia sáu bầy sói:
- West (6 – 20 tháng 6, 1941)
- Grönland (10 – 23 tháng 8, 1941)
- Kurfürst (23 tháng 8 – 2 tháng 9, 1941)
- Seewolf (2 – 7 tháng 9, 1941)
- Reissewolf (21 – 31 tháng 10, 1941)
- Störtebecker (15 tháng 11 – 2 tháng 12, 1941)

### Tóm tắt chiến công
U-77 đã đánh chìm hoặc gây tổn thất toàn bộ cho mười sáu tàu buôn với tổng tải trọng 42.808 GRT và một tàu chiến tải trọng 1.050 tấn, đồng thời gây hư hại cho hai tàu buôn và hai tàu chiến khác:
| Ngày              | Tên tàu             | Quốc tịch              | Tải trọng | Số phận          |
| ----------------- | ------------------- | ---------------------- | --------- | ---------------- |
| 13 tháng 6, 1941  | Tresillian          | Anh Quốc               | 4.743     | Bị đánh chìm     |
| 22 tháng 6, 1941  | Arakaka             | Anh Quốc               | 2.379     | Bị đánh chìm     |
| 25 tháng 6, 1941  | Anna Bulgaris       | Greece                 | 4.603     | Bị đánh chìm     |
| 15 tháng 12, 1941 | Empire Barracuda    | Anh Quốc               | 4.972     | Bị đánh chìm     |
| 12 tháng 1, 1942  | HMS Kimberley       | Hải quân Hoàng gia Anh | 1.690     | Bị hư hại        |
| 12 tháng 6, 1942  | HMS Grove           | Hải quân Hoàng gia Anh | 1.050     | Bị đánh chìm     |
| 22 tháng 7, 1942  | Vassiliki           | Greece                 | 140       | Bị đánh chìm     |
| 24 tháng 7, 1942  | SV Toufic El Rahman | Syria                  | 30        | Bị đánh chìm     |
| 30 tháng 7, 1942  | Fany                | Egypt                  | 43        | Bị đánh chìm     |
| 1 tháng 8, 1942   | St. Simon           | Ai Cập                 | 85        | Bị đánh chìm     |
| 6 tháng 8, 1942   | Adnan               | Egypt                  | 155       | Bị hư hại        |
| 6 tháng 8, 1942   | Ezzet               | Egypt                  | 158       | Bị đánh chìm     |
| 10 tháng 8, 1942  | Kharouf             | Mandatory Palestine    | 158       | Bị đánh chìm     |
| 16 tháng 8, 1942  | Daniel              | Mandatory Palestine    | 100       | Bị đánh chìm     |
| 20 tháng 8, 1942  | Mahrous             | Syria                  | 18        | Bị đánh chìm     |
| 12 tháng 11, 1942 | HMS Stork           | Hải quân Hoàng gia Anh | 1.190     | Bị hư hại        |
| 7 tháng 2, 1943   | Empire Banner       | Anh Quốc               | 6.699     | Bị đánh chìm     |
| 7 tháng 2, 1943   | Empire Webster      | Anh Quốc               | 7.043     | Bị đánh chìm     |
| 16 tháng 3, 1943  | Hadleigh            | Anh Quốc               | 5.222     | Tổn thất toàn bộ |
| 16 tháng 3, 1943  | Merchant Prince     | Anh Quốc               | 5.229     | Bị hư hại        |
| 26 tháng 3, 1943  | City of Perth       | Anh Quốc               | 6.415     | Tổn thất toàn bộ |